# Kabinett Lafontaine I
Als Kabinett Lafontaine I bezeichnet man die saarländische Landesregierung unter Ministerpräsident Oskar Lafontaine (SPD) vom 9. April 1985 bis zum 21. Februar 1990.
Nach den Landtagswahlen am 10. März 1985 wurde Oskar Lafontaine vom Landtag des Saarlandes in dessen neunter Legislaturperiode als Ministerpräsidenten gewählt. Er löste damit Werner Zeyer (CDU) ab, der seit dem  5. Juli 1979 Ministerpräsident gewesen war.  
Dem Kabinett Lafontaine I gehörten an:
| Amt                                                       | Name                  | Partei | Partei |
| --------------------------------------------------------- | --------------------- | ------ | ------ |
| Ministerpräsident                                         | Oskar Lafontaine      |        | SPD    |
| Minister des Inneren                                      | Friedel Läpple        |        | SPD    |
| Minister der Justiz                                       | Arno Walter           |        | SPD    |
| Minister der Finanzen                                     | Hans Kasper           |        | SPD    |
| Minister für Kultus, Bildung und Wissenschaft             | Diether Breitenbach   |        | SPD    |
| Ministerin für Arbeit, Gesundheit und Sozialordnung       | Brunhilde Peter       |        | SPD    |
| Minister für Wirtschaft                                   | Hans-Joachim Hoffmann |        | SPD    |
| Minister für Umwelt                                       | Jo Leinen             |        | SPD    |
| Minister für Bundesangelegenheiten und besondere Aufgaben | Ottokar Hahn          |        | SPD    |